# Pseudevadne tergestina
Pseudevadne tergestina är en kräftdjursart som först beskrevs av Claus 1877.  Pseudevadne tergestina ingår i släktet Pseudevadne och familjen Podonidae. Arten är reproducerande i Sverige. Inga underarter finns listade i Catalogue of Life.

## Bildgalleri

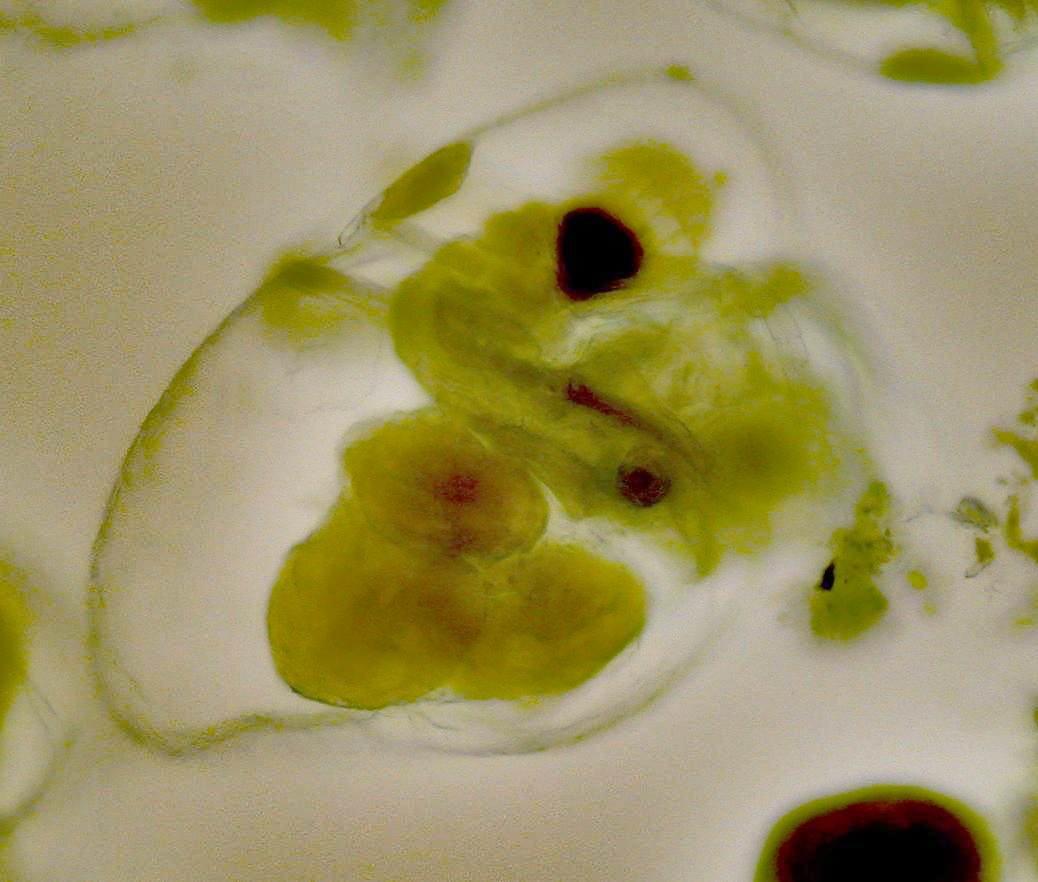